# The Barber of Seville
The Barber of Seville és el desè curtmetratge d'animació protagonitzat per Woody Woodpecker. Va ser estrenat als cinemes dels Estats Units el 22 d'abril de 1944. El film va ser produït per Walter Lantz i distribuït per Universal Pictures.

## Argument
Woody va a la barberia per a fer-se tallar el cabells. Tanmateix, es troba que el barber se n'ha anat. Woody es disposa a tallar-se el seu propi cabell, i de pas, el dels clients que puguen entrar. El primer client és un amerindi que vol un rentada de cabell, si bé el que farà Woody és reduir la mida del seu tocat de plomes a la mida d'una pilota de bàdminton amb tovalloles mullades calentes. El segon client és un treballador italià que vol un rasurat complet. Woody li ensabona tota la cara i perseguirà per tot l'establiment amb una navalla d'afaitar mentre canta el Largo al factotum, una ària de l'òpera El Barber de Sevilla, de Gioachino Rossini.

## Història
Aquest és el primer curtmetratge a presentar una aparença més estilitzada de Woody Woodpecker. S'allunya de l'esbojarrada aparença del començament i s'apropa als cànons de l'animació de Walt Disney o els Looney Tunes. El disseny es deu al veterà animador Emery Hawkins i al director d'art Art Heinemann. També animat per Emery Hawkins, és en aquest curt el primer on apareix l'obertura estàndard de Woody Woodpecker, amb la rialla doblada per Mel Blanc, que aleshores ja treballava en exclusiva per a Warner Brothers. El guionista, Ben Hardaway va doblar Woody en aquest curt, si bé que no es sap qui és el cantant que canta l'ària de Rossini.
El Largo al factotum va tenir molt de succés en curtmetratges d'animació d'altres companyies, com Rabbit of Seville de Chuck Jones (Warner Bros) o Magical Maestro de Tex Avery (MGM), si bé que es va fer servir per primera vegada al curt dels Looney Tunes Notes to You, de 1941 i protagonitzat per Porky Pig, però de manera anecdòtica.
El 1994, The Barber of Seville va ser elegit com el número 43 dels 50 millors curtmetratges animats de tots els temps, a la selecció de mil professionals de l'animació i editada en un llibre per Jerry Beck.